# صفيحة مصفوية
الصفيحة المصفوية أو صفيحة غربالية (بالإنجليزية: Cribriform plate)‏ هي صفيحة أفقية في العظم الغربالي تمتاز بوجود ثقوب تمر عبرها ألياف العصب الشمي.

## معرض صور

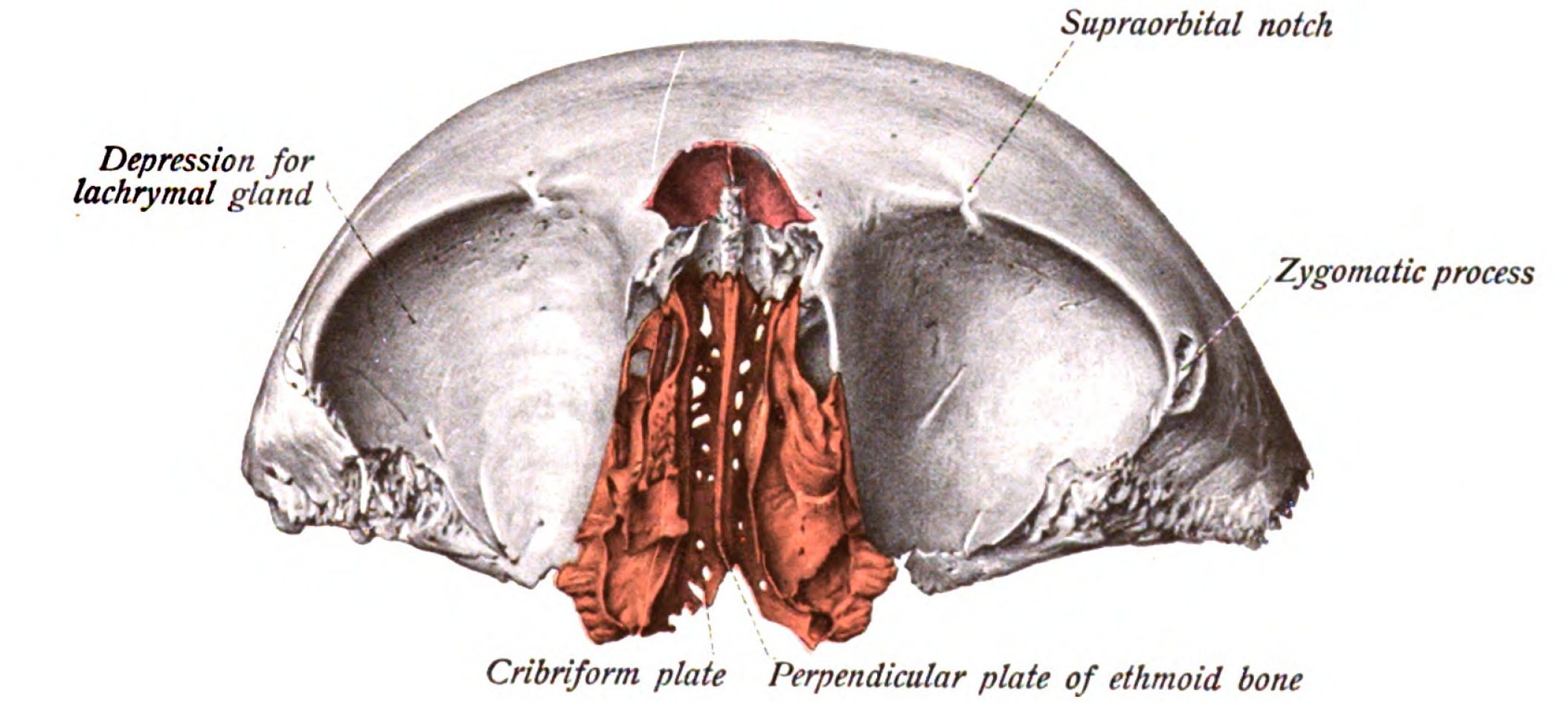
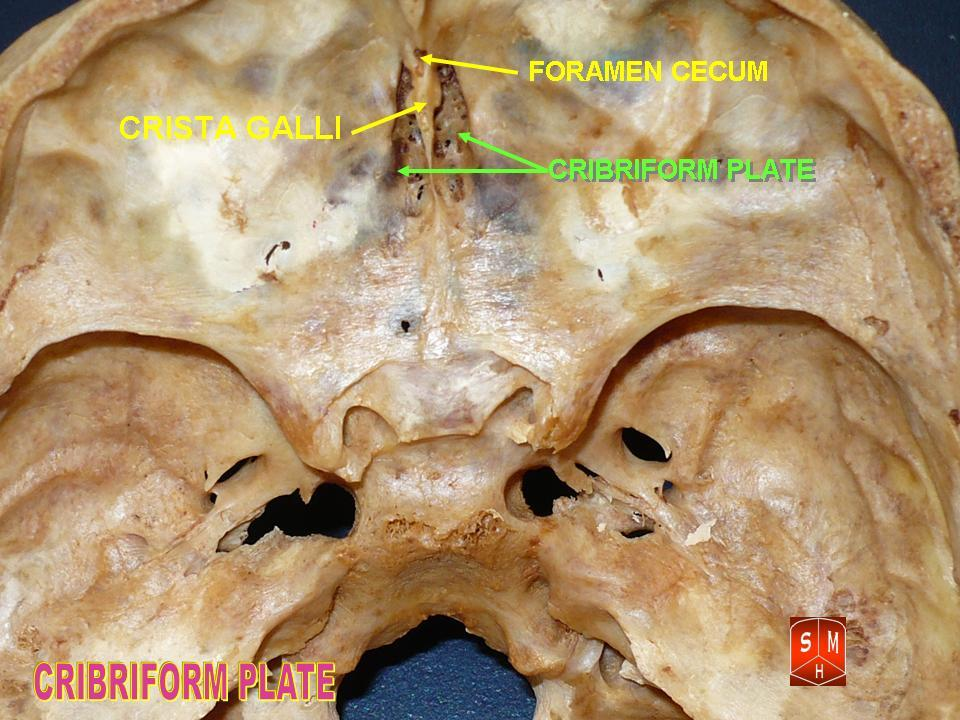
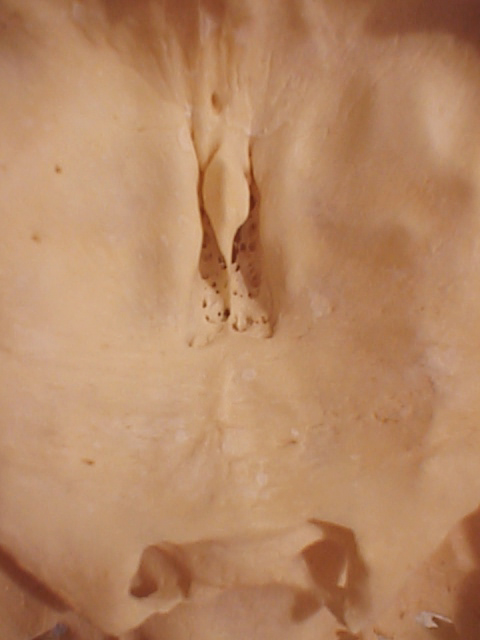